# Эвхроит
Эвхроит — редкий вторичный минерал из класса арсенатов, открыт в 1823 году в Либетене в Венгрии (ныне Любьетова в Словакии). Растворяется в кислотах.

## Кристаллография
| Точечная группа             | 2 2 2 — Ромбо-тетраэдрический                              |
| Пространственная группа     | P21 21 21                                                  |
| Сингония                    | Ромбическая (орторомбическая)                              |
| Параметры ячейки            | a = 10,07Å, b = 10,52Å, c = 6,12Å                          |
| Отношение                   | a: b: c = 0,957 : 1 : 0,582                                |
| Число формульных единиц (Z) | 4                                                          |
| Объем элементарной ячейки   | V 648,33 Å³ (рассчитано по параметрам элементарной ячейки) |

## Оптические свойства
| Тип                             | двухосный (+)                             |
| Показатели преломления          | nα = 1,695 nβ = 1,698 nγ = 1,733          |
| угол 2V                         | измеренный: 28° to 30°, рассчитанный: 34° |
| Максимальное двулучепреломление | δ = 0,038                                 |
| Оптический рельеф               | высокий                                   |
| Дисперсия оптических осей       | относительно слабая                       |
| Плеохроизм                      | слабый                                    |
| Люминесценция                   | не флуоресцентный.                        |

## Формы выделения
Эвхроит выделяется в виде короткопризматических по (010), таблитчатых кристаллов, реже толстотаблитчатых по (100) размером не превышающим сантиметра. На гранях кристаллов характерна вертикальная штриховка. Эвхроит может образовывать друзы и щётки в трещинах других минералов, а также выделяться в виде плотных масс.

## Образование
Эвхроит образуется в зоне окисления медных месторождений. Ассоциирует с оливенитом, малахитом, азуритом, лимонитом, какоксенитом, саркинитом и брандтитом.

## Химический состав
Химическая формула эвхроита похожа на формулу оливенита, отличаясь наличием молекул воды в кристаллической структуре.
| Химический элемент | %     | % оксида    |
| ------------------ | ----- | ----------- |
| Медь               | 37,71 | 47,20 (CuO) |
| Мышьяк             | 22,23 | 34,09       |
| Водород            | 2,09  | 18,71       |
| Кислород           | 37,97 | -           |

## Месторождения
Лучшие кристаллы эвхроита добывают в Словакии (Любьетова). Также минерал добывают в Ховуаксинском месторождении (Тува, Россия), во Франции (Рона, близ Лиона) и Чили (район Сьерра-Горда, Антофагаста).